# Manoba juvenis
Manoba juvenis är en fjärilsart som beskrevs av Holland 1893. Manoba juvenis ingår i släktet Manoba och familjen trågspinnare. Inga underarter finns listade i Catalogue of Life.